# Фарносова Марія Сергіївна
Марія Сергіївна Фарносова, до шлюбу Савінова (рос. Мария Сергеевна Савинова; 13 серпня 1985, Челябінськ, РРФСР) — російська легкоатлетка. Дискваліфікована через вживання допінгу.

## Виступи на Олімпіадах
Через систематичні вживання допінгу рекомендована до довічної дискваліфікації. 10 січня 2017 року була позбавлена золотої медалі Олімпійських ігор 2012 року в бігу на 800 метрів через позитивну допінг-пробу.

## Зовнішні посилання
- Досьє на sport.references.com [Архівовано 17 грудня 2012 у Wayback Machine.]